# Seiichiro Okuno
Seiichiro Okuno (født 26. juli 1974) er en tidligere japansk fodboldspiller.
Han har spillet for flere forskellige klubber i sin karriere, herunder Yokohama Flügels og Omiya Ardija.